# Lodno
Lodno (hongrois : Lodnó) est un village de Slovaquie situé dans la région de Žilina.

## Histoire
La première mention écrite du village date de 1658.

## Démographie

### Évolution de la population
| Année:               | 1994. | 2004.    | 2014.   | 2024.   |
| -------------------- | ----- | -------- | ------- | ------- |
| Nombre de personnes: | 896   | 991      | 1003    | 967     |
| Différence:          |       | +10,60 % | +1,21 % | -3,58 % |

| Année:               | 2023. | 2024.   |
| -------------------- | ----- | ------- |
| Nombre de personnes: | 963   | 967     |
| Différence:          |       | +0,41 % |